# Elula Perrin
Elula Perrin (Hanói, 1929 - París, 22 de mayo de 2003) fue una escritora francesa y figura importante del ambiente nocturno lésbico parisino.

## Biografía
Nació en Hanói, en Vietnam, en la época todavía denominado Indochina francesa. Se trasladó a Francia en 1946, a los 17 años. Tras obtener la licenciatura de Derecho, se casó y acompañó a su marido a Marruecos, donde descubrió su homosexualidad.
En 1969, junto con Aimée Mori, abren el «Katmandou», una discoteca que se convierte en el centro de la vida nocturna lésbica parisina. Alcanza una cierta fama en 1977 con un libro autobiográfico, Les femmes préfèrent les femmes («Las mujeres prefieren a las mujeres»), y participa en programas de televisión para testimoniar sin complejos su preferencia por las mujeres. Escribió otras obras del mismo tema, como Tant qu'il y aura des femmes («Mientras haya mujeres») y Mousson de femmes («Monzón de mujeres»).
A finales de la década de 1980, abre «Le Privilège», cerca del teatro Palace. Escribió dos novelas policíacas con Hélène de Monferrand.
Catherine Gonnard realizó un documental sobre su vida, titulado Elula, les hommes on s'en fout («Elula, los hombres nos importan un huevo») en 2000. Murió el 22 de mayo de 2003 en París, a causa de una larga enfermedad; tenía 74 años.

## Obra
- Les Femmes préfèrent les femmes, Ramsay, París, 1977;  J'ai lu, 1985 ; Double interligne, París, 1997 ; la Cerisaie, París, 2002.

- Tant qu'il y aura des femmes, Ramsay, París, 1978.

- Alice au pays des femmes, París, Ramsay, 1980.

- Mousson de femmes, Ed. Ramsay, 1985 ; la Cerisaie, París, 2003 (prefacio de Josée Dayan).

- Pour l'amour des femmes, Ramsay, París, 1995.

- L'Eurasienne, París, Editions Osmondes, 1997.

- Va y avoir mistral, elles ne sont pas toutes gentilles, París, Double interligne, 1999.

- Bulles et noctambules : histoire de la nuit au féminin, Double interligne, París, 2000.

- Révolte des amours mortes (elle préfère toujours les femmes), París, la Cerisaie, 2003.

- con Louna Borca, Un amour, deux femmes, París, la Cerisaie, 2004.